# Hristofor Kuciuk-Ioannesov
Hristofor Kuciuk-Ioannesov (în armeană Քրիստոֆեր Կուչուկ-Իոանեսով, în rusă Христофор Иванович Кучук-Иоаннесов; n. 5/17 decembrie 1852, Grigoriopol, gubernia Herson, Imperiul Rus – d. 1919) a fost un istoric, profesor, arheolog și lingvist țarist de origine armeană, cercetător al antichităților armene din Crimeea.

## Biografie
S-a născut în târgul Grigoriopol din ținutul Tiraspol, gubernia Herson (actualmente în Transnistria, Republica Moldova). A absolvit gimnaziul (1872) și cursurile speciale ale Institutului „Lazarev” de Limbi Orientale (1875), de unde a fost detașat de către consiliul de profesori la Facultatea de Limbi Orientale a Universității din St. Petersburg, pe care a absolvit-o în 1879 cu diplomă. 
În 1880 a fost convocat la Institutul „Lazarev”, unde, a fost propus profesor de limbă și literatură armeană antică. La început a servit ca educator la internatul institutului și abia din 1883 a început să predea. În același an a fost numit bibliotecar al bibliotecii institutului. Simultan, din 1889, a început să predea limba armeană la Academia practică de științe comerciale. Din 1906 a editat unele periodice și cărți în limbile armeană și tătară la Comitetul pentru afaceri de presă din Moscova, iar din 1908 și presa georgiană. S-a pensionat în 1914.
A murit în 1923 (conform altor date, în 1919).